# 富蘭克林敦 (佛羅里達州)
富蘭克林敦（英語：Franklintown）是位於美國佛羅里達州拿騷縣的一個非建制地區。該地的面積和人口皆未知。

## 地理
富蘭克林敦的座標為30°33′22″N 81°26′59″W / 30.55611°N 81.44972°W，而該地的平均海拔高度為3米（即10英尺）。